# Paraphenice squamifer
Paraphenice squamifer är en insektsart som först beskrevs av Hesse 1925.  Paraphenice squamifer ingår i släktet Paraphenice och familjen Derbidae. Inga underarter finns listade i Catalogue of Life.